# Университет Витовта Великого
Университет Витовта Великого, или Университе́т Ви́таутаса Вели́кого (лит. Vytauto Didžiojo universitetas) — высшее учебное заведение в Каунасе (Литва).

## История
Открытию университета в Каунасе, «временной столице» Литвы, предшествовала деятельность Высших курсов, действовавших с начала 1920 года. 13 февраля 1922 года кабинет министров Литвы принял решение об учреждении Литовского университета. Его торжественное открытие состоялось 16 февраля 1922 года, в годовщину провозглашения независимости. В университете имелось шесть факультетов: теологии, гуманитарных наук, права, математических и естественных наук, медицины, техники. 7 июня 1930 года, в связи с широко отмечавшимся в Литве 500-летием смерти великого князя литовского Витовта, университету было присвоено его имя.
С первых дней работы университета на гуманитарном факультете работал писатель, критик, литературовед Винцас Креве-Мицкявичюс, декан гуманитарного факультета в 1925—1937 годах. С 1924 года в университете преподавал русский фольклор и литературу, курс истории театра, вёл семинар по театроведению писатель, критик, театровед Балис Сруога (профессор с 1932 года). В 1923—1927 годах этику, древнюю философию, стилистику литовского языка преподавал в университете президент Литвы Антанас Сметона (с 1926 года — доцент, с 1932-го — почётный доктор философии Университета Витовта Великого). Профессором университета был священник, один из крупных деятелей христианско-демократической партии Мечисловас Рейнис; он возглавлял кафедру теоретической и экспериментальной психологии.
Ряд преподавателей университета были воспитанниками университетов России (Владас Станкявичюс, то есть В. Б. Станкевич, окончивший юридический факультет Петербургского университета, Казимерас Буга, окончивший филологический факультет Петербургского университета, Владас Дубас и другие). В университете преподавали и русские эмигранты — П. П. Гронский, Л. П. Карсавин, А. С. Ященко.
Весной 1929 года 67 % студентов составляли литовцы, 28,55 % — евреи, 2,02 % — поляки, 1,02 % — русские. В последующие годы пропорции существенно не менялись: например, весной 1931-го — 66,97 % — литовцы, 27,25 % — евреи, 2,95 % — поляки, 1,69 % — русские, 1,59 % — немцы.
Последним ректором университета до советизации Литвы был философ Стасис Шалкаускис.
После передачи Советским Союзом Вильны Литве и началом преобразования Университета Стефана Батория зимой 1940 года в Вильнюс были переведены факультеты гуманитарных наук и права, летом того же года — математических и естественных наук. С советизацией Литвы летом 1940 университет был переименован в Каунасский университет. Во время войны 16 марта 1943 года немецкие оккупационные власти прерывают деятельность университета. Осенью 1944 года он возобновляет работу. Действовали факультеты историко-филологический, медицинский, строительный, технологический. 31 октября 1950 года университет реорганизуется в Каунасский политехнический институт и Каунасский медицинский институт.

## Восстановление

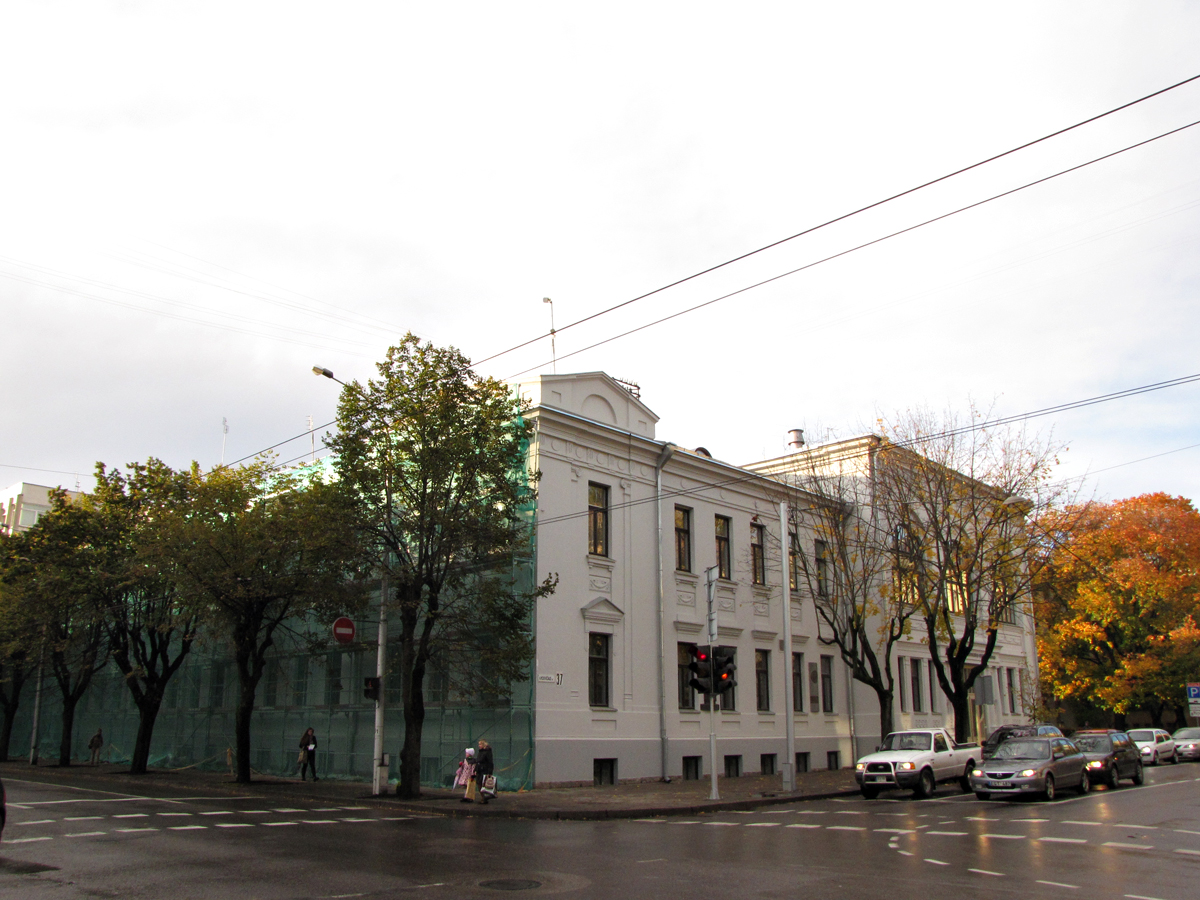
Здание, в котором действовали Высшие курсы, затем Университет Витовта Великого (ныне — Каунасский технологический университет)

28 апреля 1989 года принят акт восстановления Университета Витовта Великого; Верховный Совет Литвы принял закон о его восстановлении 4 июля 1989 года; 1 сентября начался первый учебный год на трёх факультетах восстановленного университета — экономическом, гуманитарном и точных наук.

## Структура
В университете 10 факультетов и 2 института, объединяющие 29 кафедр и центров, а также Каунасский ботанический сад.

### Факультеты
- Естественных наук
- Гуманитарных наук
- Информатики
- Католической теологии
- Социальных наук
- Экономики и менеджмента
- Политических наук и дипломатии
- Права
- Искусств
- Музыкальная академия

### Институты
- Иностранных языков
- Социальной работы
- Ботанический сад

### Центры
- Военной истории
- Европейских исследований
- Исследований эмиграции
- Качества обучения
- Леттоники
- Славистики имени Чеслава Милоша
- Спорта
- Японистики